# Isländische Davis-Cup-Mannschaft
Die isländische Davis-Cup-Mannschaft ist die Tennisnationalmannschaft Islands.

## Geschichte
1996 nahm Island erstmals am Davis Cup teil. Bislang kam die Mannschaft jedoch noch nicht über die Europa-Gruppenzone III hinaus. Erfolgreichster Spieler ist Arnar Sigurðsson, der in 54 Partien insgesamt 64 Spiele gewinnen konnte, davon 39 im Einzel und 25 im Doppel. Er ist außerdem Rekordspieler seines Landes.